# Thomas Hylkema
Thomas Hylkema (ur. 20 kwietnia 1988 roku) – holenderski kierowca wyścigowy. Brat innego profesjonalnego kierowcy Barta Hylkemy.

## Kariera

### Początki
Po zakończeniu startów w kartingu, w 2008 roku Thomas zadebiutował w serii wyścigów samochodów turystycznych – BRL Light. Zdobyte punkty sklasyfikowały go na 14. miejscu. W kolejnym sezonie przeniósł się do serii ”open-wheel” – Niemieckiej Formuły BMW – którą ukończył na 20. pozycji (najwyższą pozycję uzyskał w drugim wyścigu na torze Norisring, gdzie zajął dziesiątą lokatę). 

### Formuła Renault
W latach 2008–2010 Holender brał udział w Brytyjskiej Formule Renault, natomiast w latach 2008-2009 startował w zimowej edycji tej serii. Przez cały czas był związany z brytyjską ekipą Manor Competicion. W międzyczasie zaliczył również gościnny występ w Zachodnioeuropejskiej (w 2008r., na torze Spa-Francorchamps, nie zdobył punktów) oraz Włoskiej Formule Renault (w 2009r. wystartował na Mugello, a dzięki zdobytym punktom zajął 17. miejsce), a także w Formule BRL. 
W brytyjskiej serii osiągał ciągłą progresję wyników, zajmując odpowiednio 17., 16. oraz 14. pozycję. Najlepszą uzyskaną pozycją okazała się trzykrotnie szósta lokata, uzyskana na torze Rockingham (w 2009r.) oraz Croft i Silverstone (w 2010r.). W zimowym cyklu z kolei pierwszy sezon ukończył na 17. lokacie. W drugim natomiast dwukrotnie stanął na najniższym stopniu podium (na Snetterton), dzięki czemu w klasyfikacji uplasował się na wysokim 4. miejscu. 

### Seria GP3
W sezonie 2011 Hylkema zastąpił Włocha Andreę Caldarelliego we francuskim zespole Tech 1 Racing, startującym w Serii GP3. Wystąpiwszy w dwunastu eliminacjach, Thomas ani razu nie zdobył jednak punktów, będąc najwyżej sklasyfikowanym podczas pierwszego wyścigu na włoskim torze Monza. 

## Wyniki w GP3
| Legenda oznaczeń w tabelach wyników Wyświetl szablon na nowej stronie | Legenda oznaczeń w tabelach wyników Wyświetl szablon na nowej stronie                                                                     |
| Oznaczenie                                                            | Wyjaśnienie |
| --------------------------------------------------------------------- | --- |
| Złoty                                                                 | Zwycięzca lub mistrzostwo |
| Srebrny                                                               | 2. miejsce lub wicemistrzostwo |
| Brązowy                                                               | 3. miejsce lub II wicemistrzostwo |
| Zielony                                                               | Ukończył, punktował (w klasyfikacji generalnej, gdy zdobył co najmniej jeden punkt na przestrzeni sezonu, poza trzema powyższymi opcjami) |
| Niebieski                                                             | Ukończył, nie punktował (w klasyfikacji generalnej, gdy nie zdobył co najmniej jednego punktu na przestrzeni sezonu)                      |
| Czerwony                                                              | Nie zakwalifikował się (NZ) |
| Czerwony                                                              | Nie prekwalifikował się (NPK) |
| Różowy                                                                | Nie ukończył (NU) |
| Różowy                                                                | Niesklasyfikowany (NS) (w klasyfikacji generalnej, gdy nie został sklasyfikowany w żadnym wyścigu sezonu)                                 |
| Czarny                                                                | Zdyskwalifikowany (DK) |
| Czarny                                                                | Wykluczony (WYK/EX) |
| Biały                                                                 | Nie wystartował (NW) |
| Biały                                                                 | Kontuzjowany (K/INJ) |
| Biały                                                                 | Wyścig odwołany (OD/C) |
| Bez koloru                                                            | Został wycofany (WYC/WD) |
| Bez koloru                                                            | Nie przybył (NP/DNA) |
| Bez koloru                                                            | Nie brał udziału w treningach (NT/DNP) |
| Bez koloru                                                            | Nie został zgłoszony (–) |
| Pogrubienie                                                           | Start z pole position |
| Kursywa                                                               | Najszybsze okrążenie wyścigu |
| †                                                                     | Nie ukończył, ale jego rezultat został zaliczony ze względu na przejechanie więcej niż 90% dystansu wyścigu.                              |
| *                                                                     | Sezon w trakcie |
| 1/2/3                                                                 | Punktowana pozycja w sprincie kwalifikacyjnym                                                                                             |
| Lista systemów punktacji Formuły 1                                    | |

| Rok  | Zespół        | Wyniki w poszczególnych eliminacjach | Wyniki w poszczególnych eliminacjach | Wyniki w poszczególnych eliminacjach | Wyniki w poszczególnych eliminacjach | Wyniki w poszczególnych eliminacjach | Wyniki w poszczególnych eliminacjach | Wyniki w poszczególnych eliminacjach | Wyniki w poszczególnych eliminacjach | Wyniki w poszczególnych eliminacjach | Wyniki w poszczególnych eliminacjach | Wyniki w poszczególnych eliminacjach | Wyniki w poszczególnych eliminacjach | Wyniki w poszczególnych eliminacjach | Wyniki w poszczególnych eliminacjach | Wyniki w poszczególnych eliminacjach | Wyniki w poszczególnych eliminacjach | Punkty | Pozycja |
| ---- | ------------- | ------------------------------------ | ------------------------------------ | ------------------------------------ | ------------------------------------ | ------------------------------------ | ------------------------------------ | ------------------------------------ | ------------------------------------ | ------------------------------------ | ------------------------------------ | ------------------------------------ | ------------------------------------ | ------------------------------------ | ------------------------------------ | ------------------------------------ | ------------------------------------ | ------ | ------- |
| 2011 | Tech 1 Racing | TUR                                  | TUR                                  | ESP                                  | ESP                                  | VAL                                  | VAL                                  | GBR                                  | GBR                                  | DEU                                  | DEU                                  | HUN                                  | HUN                                  | BEL                                  | BEL                                  | ITA                                  | ITA                                  | 0      | 34      |
| 2011 | Tech 1 Racing | -                                    | -                                    | -                                    | -                                    | NU                                   | NU                                   | 20                                   | 21                                   | 18                                   | 24†                                  | 27                                   | NU                                   | 22                                   | 21                                   | 14                                   | NU                                   | 0      | 34      |